# Пидкивка, Роман Юрьевич
Рома́н Ю́рьевич Пидки́вка (укр. Роман Юрійович Підківка; род. 9 мая 1995, Львов) — украинский футболист, вратарь клуба «Агробизнес».

## Клубная карьера
Роман является воспитанником львовского футбола. До 2012 года игрок выступал за дубль «Карпат». Его дебют в высшей украинской лиге состоялся 14 июля 2013 года в матче против «Ворсклы». В своём дебютном сезоне Роман провёл четырнадцать матчей и пропустил в них семнадцать мячей.
В 2019 году выступал за киевский «Арсенал», позже вернулся в «Карпаты».
Летом 2020 года перешёл в одесский «Черноморец».

## Карьера в сборной
Роман выступает за юношескую сборную своей страны. Он принимал участие на юношеском чемпионате Европы 2014.